# 探索艇 (宇宙戦艦ヤマト)
探索艇（たんさくてい）は、アニメ「宇宙戦艦ヤマトシリーズ」に登場する架空の航空機である。

## オリジナルのアニメシリーズ
地球防衛軍の保有する航空機である。武装が施されていないため、戦闘への使用はできないが、それ以外のさまざまな任務に使用可能な汎用性を持つ。「艇」と付いているが、その外見は航空機に近い。
劇中では2種類の機体が登場する。デザイン担当はどちらも宮武一貴。

### 100式探索艇
第1作『宇宙戦艦ヤマト』に登場する。
探査目的の特殊艦載機。電子偵察装備が充実しており、下部にレドームを持つ。探査・調査目的の他に偵察任務や人員輸送など、戦闘以外のあらゆる任務に使用されている。単発機で、単独での大気圏突入・離脱機能を有する。機体色は灰色ベースで、機首ほかに黄色や緑色などが塗装されていることもある。
操縦席は基本的に縦列複座で描写されているが、縦列3座（第6話）や並列複座（第20話）のシーンもある。また、着陸脚のかわりにスキッドを装備する機体もある。ヤマトの艦載機としてだけではなく、第1話で古代進と島大介のいた火星の観測基地に配備されていたり、地球防衛軍の各種基地にも配備されており、第1作の地球軍では最もポピュラーな航空機である。塗装は灰色地に黄色。
第1作では頻繁に登場したが、その後のシリーズでは第1作の戦闘機であるブラックタイガーと同様、登場することはなかった。
なお、ひおあきらの漫画版『宇宙戦艦ヤマト』では、アニメ版第1話での地球での出撃シーンに登場する機体が、漫画オリジナルの小型双発機に変更されている。操縦席は縦列複座。100式探索艇とは違って機首に大型のレーザーガンが装備されており、降下してきた円盤形パトロール艇から揚陸されたガミラスの宇宙重戦車（無人戦車部隊）をこれで攻撃し、薄い上面装甲を蜂の巣にして一掃したが、パトロール艇の射撃を受けて不時着する。

### 特殊探索艇
『宇宙戦艦ヤマト』『宇宙戦艦ヤマトIII』に登場する。
特殊な構造を持つ探索艇。下部にある収納式の車輪（6輪）から、翼の生えた車のような外観を持つ。陸・海・空・宇宙の全ての地形で行動可能。機体の強度も高く、分厚い氷を体当たりで破壊できる。機体色は灰色。基本的に非武装。
第1作第8話において、冥王星基地潜入の際に使用されている。第1作における出番はこれだけであったが、『ヤマトIII』では、第13話のバース星や第20話の惑星ファンタムなどにおいて、複数機が使用されている。
操縦席は設定では前列3名、後列4名の7人乗りだが、劇中では6人乗りとして描かれていた。『ヤマトIII』に登場した時は設定どおり7人乗りとして描かれている。

## リメイクアニメ

### 100式空間偵察機
第1作のリメイク作品『宇宙戦艦ヤマト2199』および続編の『宇宙戦艦ヤマト2202 愛の戦士たち』に登場する航空機。デザイン担当は玉盛順一朗、コックピット内は山根公利。
100式探索艇をリメイクした機体。本作では、国連地上軍・極東方面空間戦闘群が運用しているVTOL式汎用偵察機で、国連宇宙開発機構が開発した惑星探索機「SR91」を改造した軍用機と設定されている。通称は「100式空偵」で、劇中では単に「100式」とも呼ばれている。また、全長が14.2mと明確化されている。
垂直尾翼内側のバルジや機体下部のドームに各種センサーやアンテナを装備できるほか、機体下面にはマニピュレータが備わっている。また、2枚の垂直尾翼は外側に折り畳める。操縦席は基本複座だが、三座にも対応している。操縦桿は他の機体と異なりサイドスティックである。
着陸脚は頑丈に作られている。自在に伸縮・方向転換が可能で、エンジンから動力がタイヤに伝達されることにより、低速でオフロードの移動が可能。また、降着用のスキッドを装備することもできる。
『2199』第1話に登場する火星でのイスカンダルからの使者回収時の古代・島機は、国連宇宙海軍所属の機体で、スキッドを装備した火星仕様である。ヤマトに搭載されている機体は、国連地上軍の極東方面空間戦闘群によりライセンス生産された特別仕様で、天体探査機能が強化されており、戦況によっては着弾観測任務も行う。また、『2199』第14話では試作の亜空間ソナーが搭載され、対潜哨戒能力も得ている。
カラーリングは火星仕様および『2199』第1話で防空隊の待機場所に置かれていた機体は灰色を基調としており、ヤマトに搭載された機体は白を基調としている。『2202』第2話では、青と白の塗装で、側面に「NANBU INDUSTRY EXPRESS」とマーキングされた機体が登場する。
なお、旧作での「探索艇」という名称に準じて船のイメージを持たせたデザイン案もあったが、「偵察機」に名称が変わったため、航空機然としたデザインにまとまった。

### キ8型試作宙艇
『宇宙戦艦ヤマト2199 星巡る方舟』『宇宙戦艦ヤマト2202 愛の戦士たち』に登場する航宙艇。デザイン担当は玉盛順一朗。
特殊探索艇のリメイク機体。通称は「コウノトリ」。旧作同様、陸・海・空・宇宙の全てで行動可能。車輪の構造が詳細に具体化され、主翼には折り畳み機構が追加されている。5人乗りであり、コックピット内の座席配置は前部に並列に3席、その後ろの左右に外向きに1席ずつとなっている。さらにそれらに取り囲まれた中央に分析ユニット（アナライザー）を搭載できる。第三艦橋前方の艦底部ドーム内の高圧対応格納庫に格納されている。
設定上の分類は「航宙機」ではなく「船舶」でとされている。「スラスターのデザインを航空機とは区別する」「主翼部分に『NO STEP（踏むな）』のマーキングを表記しない」など、「頑丈な船」を意識した差別化がなされている。
テレビシリーズ『2199』で登場しなかったのは、本来はヤマトの艦内でイズモ計画派の反乱が成功した場合に備え、彼らが用いるために搭載された極秘の機体であり、名目上も予備機扱いのためにクルーのほとんどが存在を知らなかったからと理由付けされている。
『星巡る方舟』劇中では謎の惑星（シャンブロウ）を調査する際、コスモシーガルが全損状態のため白羽の矢が立てられ、初の発艦となる。しかし、惑星の調査中にジャングルの複雑な地形に足を取られて進めなくなったため、以降は徒歩での調査となり、コウノトリはアナライザーとともに待機することになる。その後、しばらくの動向は不明だったが、終盤においてアナライザーの操縦で調査隊を迎えに登場する。